# Trinity Metro
Die Trinity Metro ist das Nahverkehrsunternehmen der texanischen Stadt Fort Worth und weiterer Gemeinden im Umland.
Von der Gründung 1983 bis 2018 hieß das Unternehmen Fort Worth Transportation Authority (FWTA). Als Teil der Metropolregion Dallas-Fort-Worth werden einige Bahnlinien gemeinsam mit der Dallas Area Rapid Transit (DART) Nahverkehrsgesellschaft betrieben.
Trinity Metro betreibt hauptsächlich das Busnetz in der Stadt, dass sich mit dem Busnetz der angrenzenden Denton County Transportation Authority überschneidet. Der Trinity Railway Express (TRE), eine Regionalzugverbindung, wird gemeinsam mit DART betrieben und verbindet die Stadtzentren von Dallas und Fort Worth miteinander. Der Dallas/Fort Worth International Airport wird seit 2019 zusätzlich durch die TEXRail-Linie erschlossen, die von Trinity Metro allein betrieben wird.

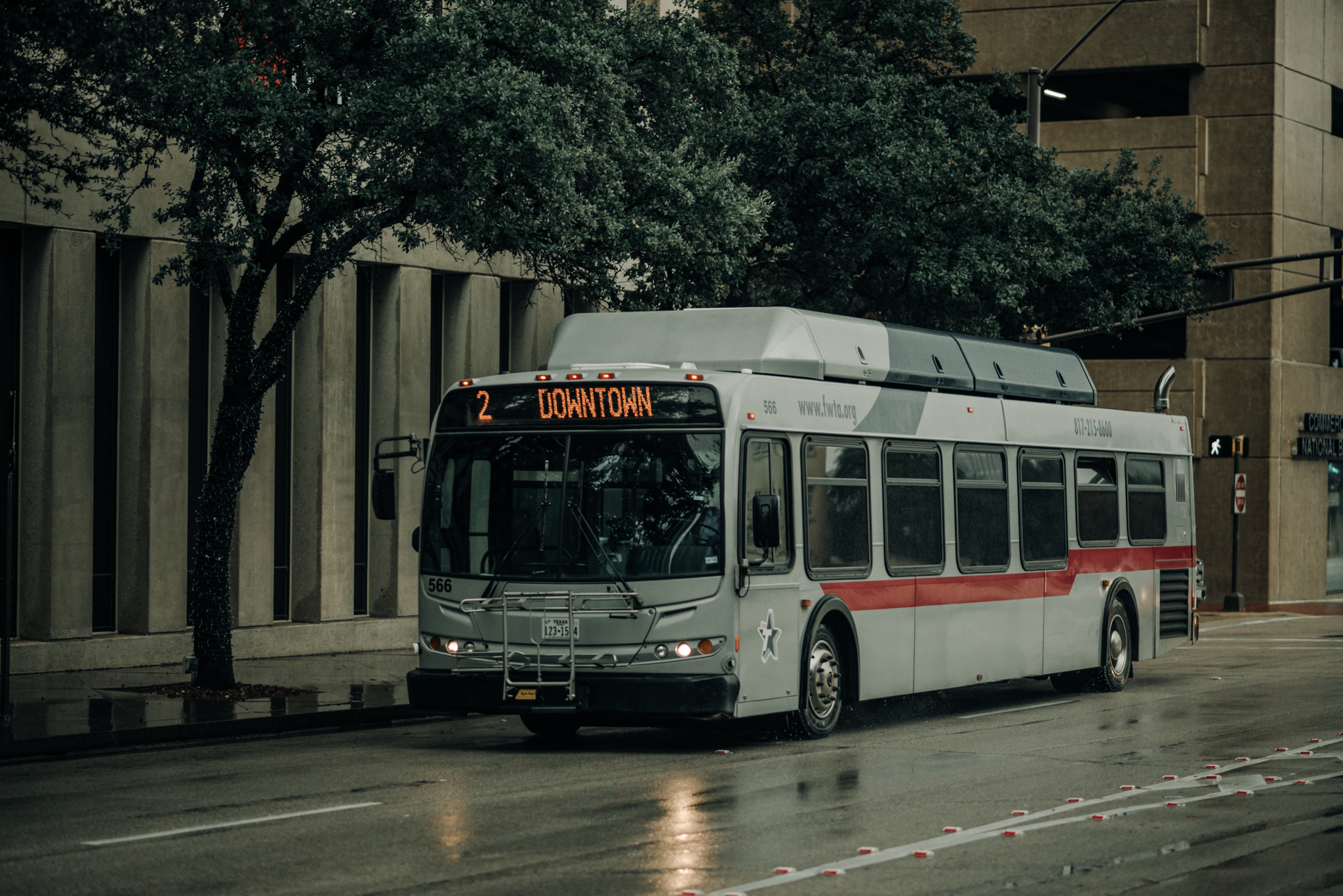
Bus der Linie 2 in Richtung ITC in der Innenstadt von Fort Worth